# Holcocera fluxella
Holcocera fluxella é uma espécie de mariposa do gênero Holcocera pertencente à família Coleophoridae.